# Burg Wolfsberg (Lüdinghausen)
Die Burg Wolfsberg ist eine Wasserburg in Lüdinghausen im Kreis Coesfeld. Von der Anlage blieb nur ein Flügel erhalten, der im Kern wohl noch aus dem 16. Jahrhundert stammt.

## Geschichte
Kurz vor 1270 wurde anlässlich einer Besitzteilung der Herren von Lüdinghausen genannt Wolff neben ihrer gleichnamigen Stammburg eine weitere Burg errichtet. Sie erhielt nach ihrem Bauherren Bernhard Wulf von Lüdinghausen den Namen Wulfsberg. Da der Bau ohne Genehmigung des Bischofs von Münster als Landesherrn erfolgt war, musste die Anlage bereits 1271 wieder abgerissen werden. Danach ist sie wohl zunächst nur notdürftig instand gesetzt worden. Die offizielle Erlaubnis zum Wiederaufbau wurde erst 1314 erteilt. 1324 erfolgte im Zuge einer Fehde die erneute Zerstörung der Burg durch den Münsteraner Fürstbischof Ludwig II. Es folgte ein Wiederaufbau bis 1337. Um 1380 ging das Haus durch Heirat an die von Hake und von diesen, nachdem 1537 die Familie von Hake zu Wolfsberg ausgestorben war, an die von Schenckinck. 1549 erwarb Johann von der Recke zu Heessen das Gut infolge seiner Heirat mit Ermgard von Schenckinck. 1778 erbten die von Boeselager Burg und Gut.

## Beschreibung und Baugeschichte
Vermutlich bestand die 1271 zerstörte Burg aus einer hölzernen Motte. In den Schriftquellen wurden Befestigungsgräben, ein Bergfried, Palisaden und Tore genannt. Die wiederaufgebaute Burg bestand ebenfalls nur aus einer hölzernen Motte, da Steinbauten nur mit Erlaubnis des Bischofs errichtet werden durften. Auch 1339 und 1390 wird nur eine hölzerne Anlage erwähnt. 1314 wird erstmals eine Vorburg genannt.
In einer Ansicht der Stadt Lüdinghausen aus der 1. Hälfte des 18. Jahrhunderts wird die Anlage als langgestreckter, zweigeschossiger Bau mit einem Staffelgiebel abgebildet. Vor der Mitte der Westwand steht ein runder Treppenturm, an den ein Anbau mit Schleppdach angefügt ist. Davor steht ein kleines Nebengebäude. Um Burg und Burgfreiheit zieht sich ein Ringwall, auf dem eine Bockwindmühle steht.
Im Rheinisch-westfälischen Urkataster von 1834 sind auf der rundlichen, von einem breiten Graben umgebenen Hauptburg Burggebäude am Ost- und Südrand verzeichnet. Östlich davon lag die ebenfalls umgräftete Freiheit mit zahlreichen kleinen, an einer Straße gelegenen Häusern. Von beiden Inseln führten noch 1827 Erddämme nach Norden zur Brücke über die Stever. Der Graben um die Hauptburg ist 1988 durch Bohrungen im Zuge von Baugrunduntersuchungen nachgewiesen worden.
Das heutige Herrenhaus ist im 16. Jahrhundert im Renaissancestil errichtet worden und um 1830 in klassizistischer Manier durch den Architekten Carl Schuler umgebaut worden. Es handelt sich um einen schlichten, lang gestreckten Putzbau mit Krüppelwalmdach und einachsigem Mittelrisalit, der angeblich auf alten Kellergewölben steht.